# Paul Briggs
 (août 2020).
Si vous disposez d'ouvrages ou d'articles de référence ou si vous connaissez des sites web de qualité traitant du thème abordé ici, merci de compléter l'article en donnant les références utiles à sa vérifiabilité et en les liant à la section « Notes et références ».
Paul Briggs est un scénariste, storyboardeur, réalisateur et un acteur américain. Il est notamment connu pour avoir supervisé l’histoire et les storyboards des films d’animations La Reine des neiges (seul) et Les Nouveaux Héros (avec Joe Mateo). Sa première réalisation sera Raya et le Dernier Dragon, en tant que co-réalisateur avec John Ripa et avec les réalisateurs Don Hall et Carlos López Estrada pour 2021.